# Bacaniomorphus
Bacaniomorphus är ett släkte av skalbaggar. Bacaniomorphus ingår i familjen stumpbaggar.
Kladogram enligt Catalogue of Life:
| Bacaniomorphus | \| \| Bacaniomorphus sculptinotus \| \| \| \| \| \| Bacaniomorphus semiellipticus \| \| \| \| |
|                | \| \| Bacaniomorphus sculptinotus \| \| \| \| \| \| Bacaniomorphus semiellipticus \| \| \| \| |
|                | Bacaniomorphus sculptinotus                                                                   |
|                |                                                                                               |
|                | Bacaniomorphus semiellipticus                                                                 |
|                |                                                                                               |